# Eleição municipal de Itajaí em 2016
A eleição municipal de Itajaí em 2016 foi realizada para eleger um prefeito, um vice-prefeito e 21 vereadores no município de Itajaí, no estado brasileiro de Santa Catarina. Foram eleitos Volnei Morastoni (Movimento Democrático Brasileiro) e Marcelo Almir Sodre de Souza para os cargos de prefeito(a) e vice-prefeito(a), respectivamente. 
Seguindo a Constituição, os candidatos são eleitos para um mandato de quatro anos a se iniciar em 1º de janeiro de 2017. A decisão para os cargos da administração municipal, segundo o Tribunal Superior Eleitoral, contou com 143 131 eleitores aptos e 25 669 abstenções, de forma que 17.93% do eleitorado não compareceu às urnas naquele turno. 

## Resultados

### Eleição municipal de Itajaí em 2016 para Prefeito
A eleição para prefeito contou com 3 candidatos em 2016: Anna Carolina Cristofolini Martins do Partido da Social Democracia Brasileira, Volnei Morastoni do Movimento Democrático Brasileiro (1980), João Paulo Tavares Bastos Gama do Progressistas que obtiveram, respectivamente, 37 824, 38 613, 29 017 votos. O Tribunal Superior Eleitoral também contabilizou 17.93% de abstenções nesse turno. 
| Candidato(a)                              | Vice                         | Coligação                               | Votos recebidos | Percentual |
| ----------------------------------------- | ---------------------------- | --------------------------------------- | --------------- | ---------- |
| Volnei Morastoni (MDB)                    | Marcelo Almir Sodre de Souza | A Mudança que Itajaí Precisa            | 38613           | 36.62%     |
| Anna Carolina Cristofolini Martins (PSDB) | Maurilio Moraes              | A Itajai que Você Quer                  | 37824           | 35.87%     |
| João Paulo Tavares Bastos Gama (PP)       | Artur de Jesus               | Inovação, Ética, Trabalho e Competência | 29017           | 27.52%     |

### Eleição municipal de Itajaí em 2016 para Vereador
Na decisão para o cargo de vereador na eleição municipal de 2016, foram eleitos 21 vereadores com um total de 106 499 votos válidos. O Tribunal Superior Eleitoral contabilizou 5 477 votos em branco e 5 486 votos nulos. De um total de 143 131 eleitores aptos, 25 669 (17.93%) não compareceram às urnas .
| Nome                           | Partido político                               | Coligação                                        | Votos recebidos | Percentual |
| ------------------------------ | ---------------------------------------------- | ------------------------------------------------ | --------------- | ---------- |
| Thiago da Silva Morastoni      | Movimento Democrático Brasileiro (MDB)         | Movimento Democrático Brasileiro (sem coligação) | 2340            | 2.2%       |
| Robison José Coelho            | Partido da Social Democracia Brasileira (PSDB) | Itajai de Cara Nova                              | 1990            | 1.87%      |
| Celia Regina da Costa          | Partido Social Democrático (PSD)               | Partido Social Democrático (sem coligação)       | 1946            | 1.83%      |
| Rubens Angioletti              | Partido Socialista Brasileiro (PSB)            | Partido Socialista Brasileiro (sem coligação)    | 1814            | 1.7%       |
| Marcio José Gonçalves          | Partido da Social Democracia Brasileira (PSDB) | Itajai de Cara Nova                              | 1809            | 1.7%       |
| Dulce Maria Amaral Pereira     | Partido da República (PR)                      | Acredite na Mudança                              | 1806            | 1.7%       |
| Níkolas Reis Moraes dos Santos | Partido Democrático Trabalhista (PDT)          | Partido Democrático Trabalhista (sem coligação)  | 1684            | 1.58%      |
| Fernando Martins Pegorini      | Progressistas (PP)                             | Juntos por Itajaí                                | 1681            | 1.58%      |
| Antônio Aldo da Silva          | Progressistas (PP)                             | Juntos por Itajaí                                | 1647            | 1.55%      |
| Paulo Manoel Vicente           | Partido Democrático Trabalhista (PDT)          | Partido Democrático Trabalhista (sem coligação)  | 1537            | 1.44%      |
| Luis Fernando da Silva         | Partido Democrático Trabalhista (PDT)          | Partido Democrático Trabalhista (sem coligação)  | 1534            | 1.44%      |
| Edson Alexandre Lapa da Silva  | Partido da República (PR)                      | Acredite na Mudança                              | 1503            | 1.41%      |
| Carlos Augusto Rosa            | Progressistas (PP)                             | Juntos por Itajaí                                | 1425            | 1.34%      |
| Marcelo Werner                 | Partido Comunista do Brasil (PCdoB)            | Por uma Itajai Melhor                            | 1262            | 1.18%      |
| Otto Luiz Quintino Junior      | Partido Republicano Brasileiro (PRB)           | Por uma Itajai Melhor                            | 1247            | 1.17%      |
| Sergio Murilo Pereira          | Progressistas (PP)                             | Juntos por Itajaí                                | 1174            | 1.1%       |
| José Acacio da Rocha           | Partido da Social Democracia Brasileira (PSDB) | Itajai de Cara Nova                              | 1133            | 1.06%      |
| Vanderley Dalmolin             | Movimento Democrático Brasileiro (MDB)         | Movimento Democrático Brasileiro (sem coligação) | 1093            | 1.03%      |
| Fabrício Marinho               | Partido Popular Socialista (PPS)               | Partido Popular Socialista (sem coligação)       | 1057            | 0.99%      |
| Renata Narcizo Machado         | Solidariedade (SD)                             | A Força Para Mudança                             | 880             | 0.83%      |
| Eduardo Ilto Gomes             | Partido Republicano Progressista (PRP)         | Partido Republicano Progressista (sem coligação) | 616             | 0.58%      |